# Президентські вибори у Франції 1988
Президентські вибори у Франції 1988 проходили 24 квітня (перший тур) та 8 травня (другий тур). На виборах був обраний на другий термін четвертий президент П'ятої республіки Франсуа Міттеран.